# Kymmene län
Kymmene län var ett län i sydöstra Finland som i samband med länsreformen 1997 blev en del av Södra Finlands län. Länet bildades 1945 ur den del av Viborgs län som fortfarande låg i Finland efter fortsättningskriget.  Länet omfattade landskapen Kymmenedalen och Södra Karelen. Residensstad var Kouvola.
|  |  |  |  |  |

## Kommuner 1997
| - Anjalankoski - Elimä - Fredrikshamn - Imatra - Itis - Jaala - Joutseno | - Klemis - Kotka - Kouvola - Kuusankoski - Luumäki - Miehikkälä - Parikkala | - Pyttis - Rautjärvi - Ruokolax - Saari - Savitaipale - Suomenniemi - Taipalsaari | - Uguniemi - Valkeala - Veckelax - Vederlax - Villmanstrand - Ylämaa |

### Tidigare Kommuner
- Aspö
- Karhula
- Kymmene
- Lappvesi
- Lauritsala
- Nuijamaa
- Simpele
- Sippola

## Landshövdingar
- Arvo Manner 1945-1955
- Artturi Ranta 1955-1964
- Esko Peltonen 1965-1975
- Erkki Huurtamo 1975-1984
- Matti Jaatinen 1984-1993
- Mauri Miettinen 1993-1997